# Irene Sänger-Bredt
Irene Reinhild Agnes Elisabeth Sänger-Bredt (nascida em 24 de abril de 1911 em Bonn, † 20 de outubro de 1983 em Stuttgart) foi uma matemática e física alemã. Juntamente com seu marido Eugen Sänger, ela desenvolveu o primeiro conceito de um planador espacial no estudo Sobre uma unidade de foguete para bombardeiros de longa distância de 1944. O conceito levou ao projeto Silbervogel com a intenção de construir um bombardeiro americano transcontinental.

## Publicações (Seleção)
- Eugen Sänger, Irene Bredt: Über einen Raketenantrieb für Fernbomber Deutsche Luftfahrtforschung UM 3538, Ainring, August 1944.
  - engl. Version: Eugen Sänger, Irene Bredt: „A Rocket Drive for Long Range Bombers“, Transl M Hamermesh, BUAER, Navy Dept, Santa Barbara 1952.
- Irene R. A. E. Sänger Bredt: Über die Nachweisbarkeit vorgeschichtlicher Raumfahrt in Mythen und Märchen. In: Ernst von Khuon (Hrsg.): Waren die Götter Astronauten? Wissenschaftler diskutieren die Thesen Erich von Dänikens. Taschenbuchausgabe: Droemer, München/Zürich 1972, ISBN 3-426-00284-1, S. 174–189 (Auszugsweiser Vorabdruck aus dem Buch Spuren unserer dunklen Brüder?).